# Menhir de la Grande Borne

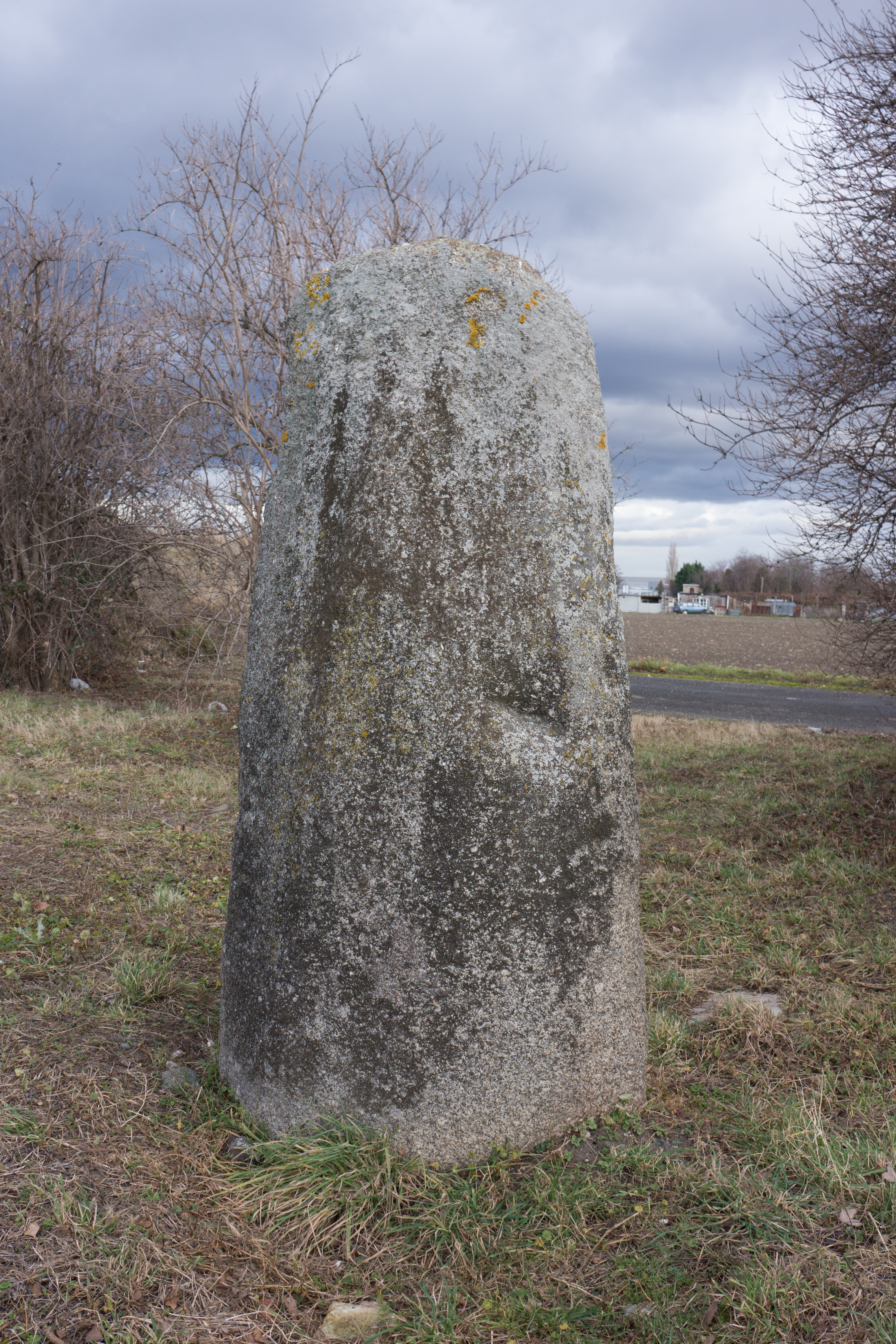
Menhir de la Grande Borne

Der Menhir de la Grande Borne (auch Menhir de Sainte Anne, Pierre Longue oder Stele von Beaulieu genannt) ist eine Stele aus dem 2. Jahrhundert v. Chr., ein paar Dutzend Meter südöstlich der Kreuzung der D 772 (Rue Élisée-Reclus) und der D 766 (Avenue du Brézet) nur wenige Meter vom Kreisverkehr entfernt, östlich von Clermont-Ferrand im Département Puy-de-Dôme in Frankreich.
Nach der Entdeckung seiner Gesamtdimension im Jahre 2008 wird der Stein als der imposanteste Monolith der Auvergne bzw. des Zentralmassivs angesehen. Der Stein befindet sich in spärlicher Vegetation, etwa 400 m südlich des etwa 2,7 m langen, liegenden Menhirs du Puy de la Poix.
Er ist nicht zu verwechseln mit Menhiren mit dem Namen Grande Borne z. B. in Chanceaux-près-Loches, in Coulmier-le-Sec, in Genay und in Troyes oder dem Menhir von Beaulieu, in Avrillé.
Der oben leicht gerundete Menhir aus porphyritischem Granit stammt aus der Artière-Schlucht (bei Ceyrat südwestlich von Clermont-Ferrand), in einer Entfernung von etwa 9,0 km. Der Querschnitt ist zylinderförmig mit vier regelmäßigen Flächen. Er hat eine Gesamtlänge von 5,7 m. Da er in einer Böschung steht, sind aber nur etwa 2,5 m sichtbar. Sein Gewicht wird auf 18 Tonnen geschätzt. Die ovale Vertiefung auf der Oberfläche der Südwestseite ist 21,9 cm lang, 13,5 cm breit und 7,0 cm tief. Der Gipfel ist leicht gerundet.
Laut Frédéric Surmely legt die regelmäßige Form nahe, dass er bearbeitet wurde. Nach der Ausgrabung kam er zu dem Schluss, dass die Stele während der Latènezeit errichtet wurde und Stelen aus der Eisenzeit ähnelt, wie sie aus dem Westen Frankreichs bekannt sind. Die Theorie eines umgearbeiteten neolithischen Menhirs erscheint weniger wahrscheinlich, da in der Nähe keine neolithischen Spuren vorhanden sind.
Neben der These, dass es sich um einen neolithischen Menhir handelt, wurde er vor 1924 wegen der Nähe eines antiken Weges ohne Rechtfertigung auch als römischer Meilenstein betrachtet und 1924 unter „Menhir oder Meilenstein“ als Monument historique klassifiziert.
Knapp 400 m nordwestlich liegt der Menhir von Puy-de-la-Poix. 